# Alvin Sargent
Alvin Sargent (Filadélfia, 12 de abril de 1927 — Seattle, 9 de maio de 2019) foi um roteirista estadunidense. Ele ganhou dois Oscars, um em 1978 e outro em 1981, por seus roteiros de Julia e Gente Como a Gente.

## Filmografia
- Gambit (com Jack Davies) (1966)
- The Sterile Cuckoo (1969) (Os Anos Verdes)
- The Stalking Moon (com Wendell Mayes) (1969)
- I Walk the Line (1970)
- The Effect of Gamma Rays on Man-in-the-Moon Marigolds (1972)
- Paper Moon (1973) (Lua de Papel)
- Love and Pain and the Whole Damn Thing (1973)
- A Star Is Born (1976) (Nasce uma Estrela) (sem créditos)
- Julia (1977)
- Bobby Deerfield (1977)
- Straight Time (com Jeffrey Boam) (1978)
- Ordinary People (1980) (Gente Como a Gente)
- Nuts (com Tom Topor e Daryl Ponicsan) (1987)
- Dominick and Eugene (1988)
- White Palace (com Ted Tally) (1990)
- Other People's Money (1991)
- What About Bob? (com Laura Ziskin) (1991) (história)
- Hero (com Laura Ziskin e David Webb Peoples) (1992) (história)
- Bogus (1996)
- Anywhere but Here (1999)
- Unfaithful (Infidelidade) (com William Broyles Jr.) (2002)
- Spider-Man (2002) (sem créditos)
- Spider-Man 2 (2004)
- Spider-Man 3 (com Sam Raimi e Ivan Raimi) (2007)
- The Amazing Spider-Man (com James Vanderbilt e Steve Kloves) (2012)